# Neukirchen an der Vöckla
Neukirchen an der Vöckla osztrák község Felső-Ausztria Vöcklabrucki járásában. 2018 januárjában 2559 lakosa volt.

## Elhelyezkedése

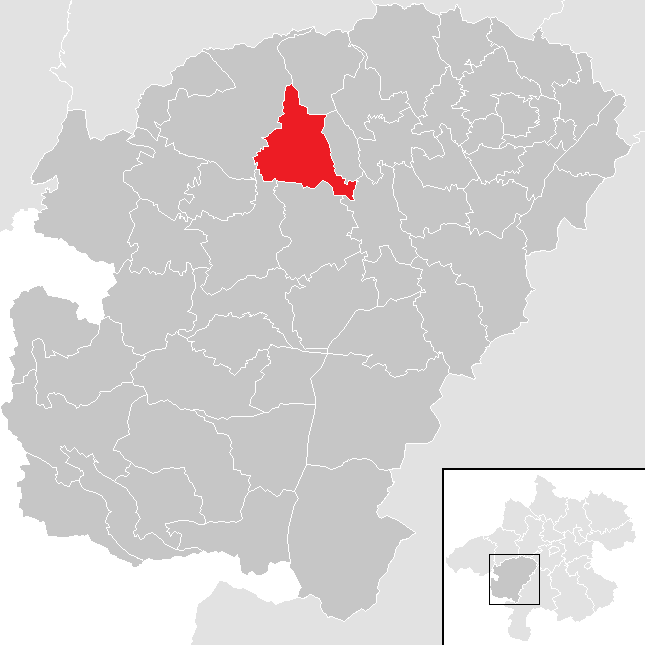
Neukirchen an der Vöckla a Vöcklabrucki járásban

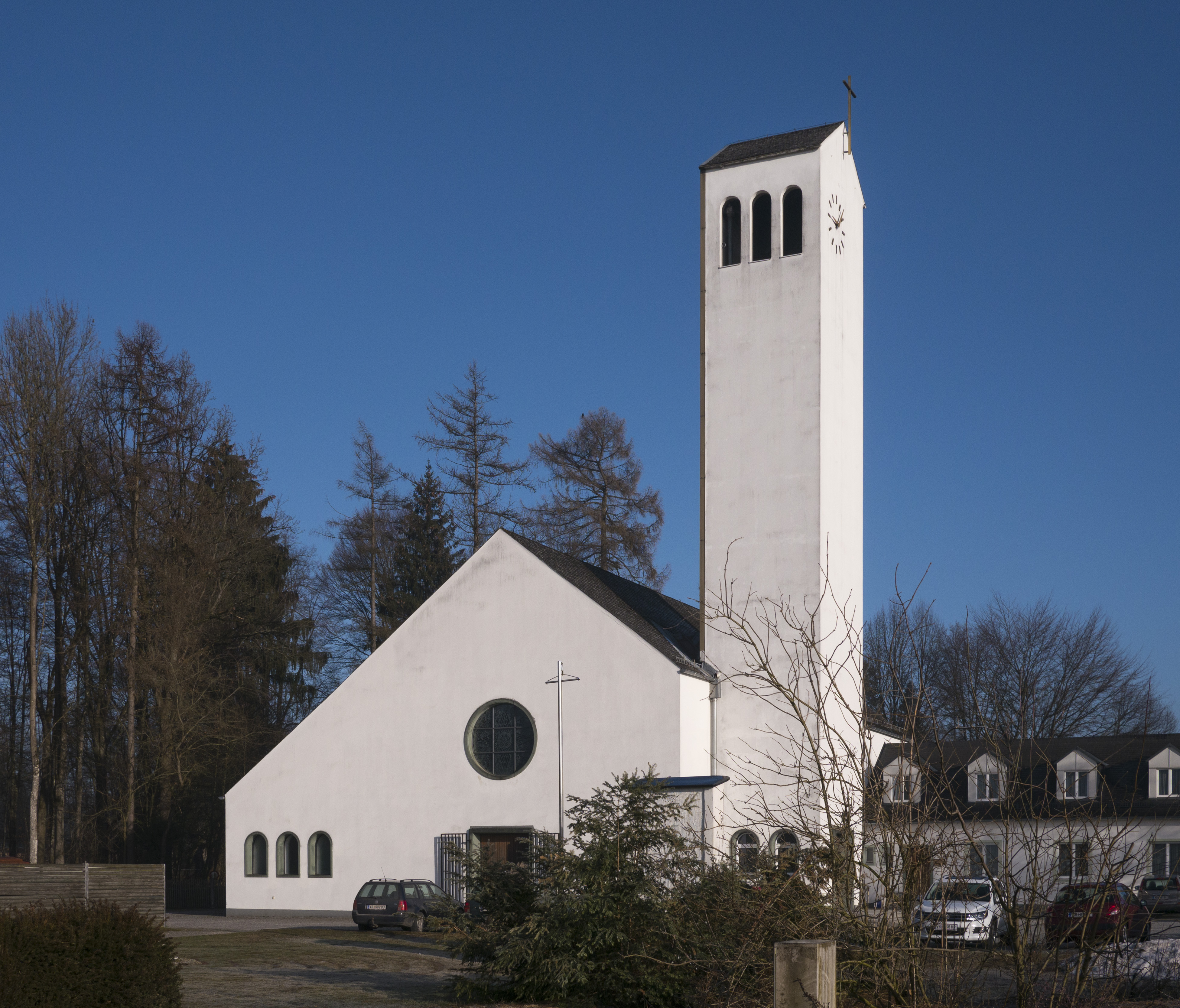
Zipf temploma

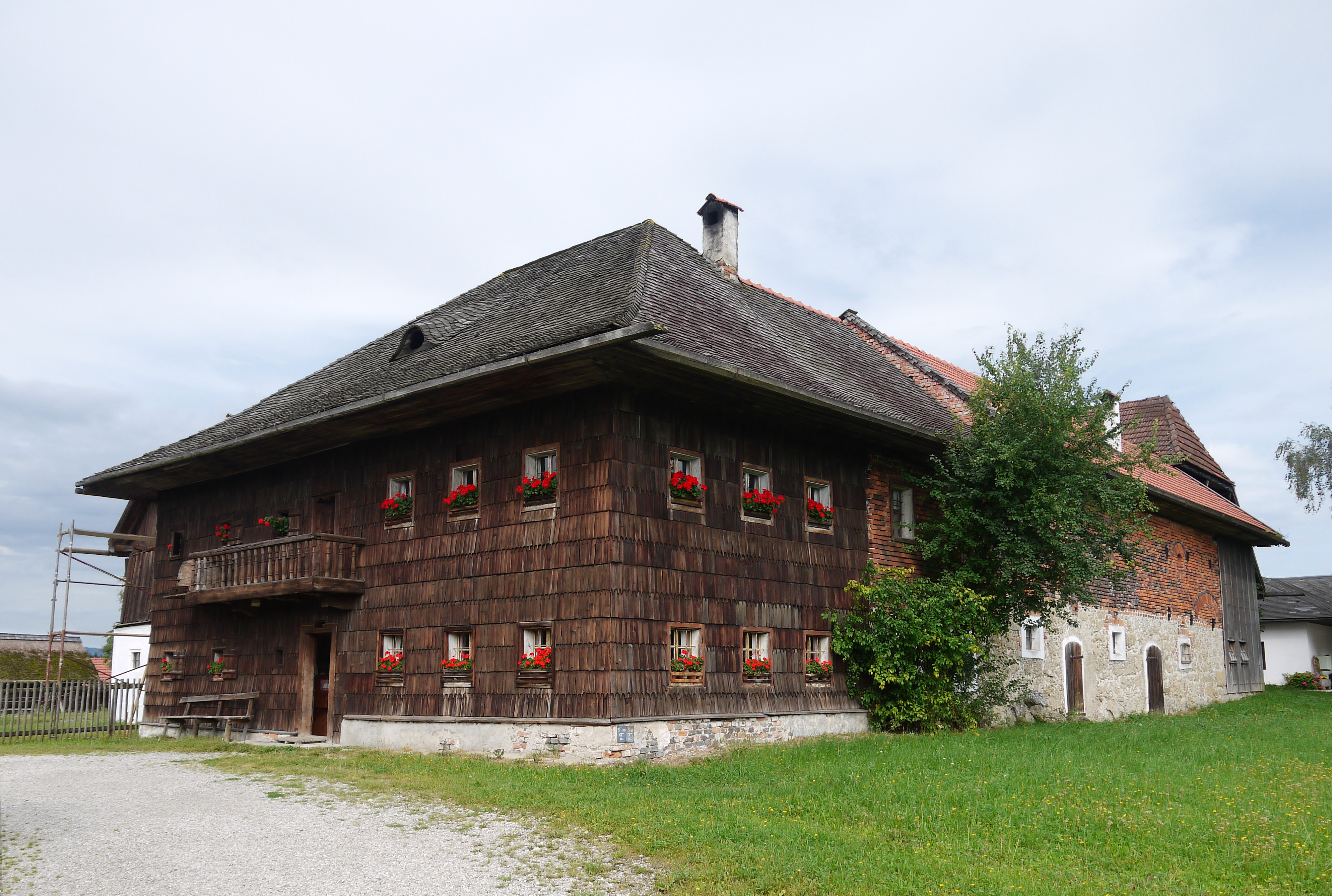
A Stehrerhof skanzen

Neukirchen an der Vöckla Felső-Ausztria Hausruckviertel régiójában helyezkedik el. Déli határát a Vöckla folyó alkotja. Területének 26%-a erdő, 66% áll mezőgazdasági művelés alatt. Az önkormányzat 46 településrészt és falut egyesít: Ackersberg (41 lakos 2018-ban), Arnberg (36), Bachleiten (21), Biber (69), Dachschwendau (8), Dorf (57), Endriegl (35), Froschern (21), Haid (110), Höllersberg (97), Jagersberg (39), Jochling (66), Kappligen (43), Kogl (66), Kolopfern (14), Lichtenegg (81), Meislgrub (28), Mixental (18), Mühlleiten (32), Neudorf (77), Neukirchen an der Vöckla (333), Oberthumberg (43), Pfefferberg (52), Pollhammeredt (64), Ragereck (30), Raschbach (12), Redl (42), Rothauptberg (49), Satteltal (106), Seirigen (42), Sonnleiten (78), Spöck (22), Stipplmühl (23), Teufligen (23), Unterthumberg (24), Verwang (63), Waltersdorf (55), Wegleiten (34), Welsern (85), Weyr (58), Wimm (70), Windbichl (29), Winteredt (58), Wöhr (27), Zipf (159) és Zuckau (19). 
A környező önkormányzatok: északkeletre Ampflwang im Hausruckwald, keletre Puchkirchen am Trattberg, délkeletre Timelkam, délre Gampern, délnyugatra Vöcklamarkt, északnyugatra Frankenburg am Hausruck.

## Története
Neukirchen eredetileg a Bajor Hercegséghez tartozott; a 12 században került át Ausztriához. A hercegség 1490-es felosztásakor az Enns fölötti Ausztria része lett. 
A napóleoni háborúk során több alkalommal megszállták. 
A köztársaság 1918-as megalakulásakor Felső-Ausztria tartományhoz sorolták. Miután Ausztria 1938-ban csatlakozott a Német Birodalomhoz, az Oberdonaui gau része lett; a második világháború után visszakerült Felső-Ausztriához.
1943 októberétől 1945 májusáig itt működött a mauthauseni koncentrációs táborhoz tartozó redl-zipfi melléktábor.   

## Lakosság
A Neukirchen an der Vöckla-i önkormányzat területén 2018 januárjában 2559 fő élt. A lakosságszám 2000 óta 2500 körül stabilizálódott. 2016-ban a helybeliek 96,5%-a volt osztrák állampolgár; a külföldiek közül 1,7% a régi (2004 előtti), 1,5% az új EU-tagállamokból érkezett. 2001-ben a lakosok 89%-a római katolikusnak, 2,4% evangélikusnak, 1,1% mohamedánnak, 4,9% pedig felekezeten kívülinek vallotta magát. Ugyanekkor 6 magyar élt a községben. 

## Látnivalók
- a Szt. Leonhard-plébániatemplom
- a Stehrerhof skanzen
- Zipf 1955-ben épült modern plébániatemploma
- Zipfben működik a Zipfer sörüzem

## Fordítás
- Ez a szócikk részben vagy egészben  a   Neukirchen an der Vöckla című német Wikipédia-szócikk ezen változatának fordításán alapul.  Az eredeti cikk szerkesztőit annak laptörténete sorolja fel. Ez a jelzés csupán a megfogalmazás eredetét és a szerzői jogokat jelzi, nem szolgál a cikkben szereplő információk forrásmegjelöléseként.